# 西藏自治区档案局
西藏自治区档案局是中国西藏自治区的自治区级档案局。西藏自治区档案馆是中国西藏自治区的自治区级档案馆，位于拉萨市北京西路。二者为一套人马，两块牌子。

## 历史
1959年6月，中共西藏工委成立西藏文物古迹、文件档案管理委员会，下设文件档案组。1963年，西藏自治区档案馆筹备处成立。1965年，西藏自治区档案局（西藏自治区档案馆）成立。1972年，西藏自治区档案组建立。1975年，西藏自治区档案局和西藏自治区档案馆挂一块牌子即“西藏自治区档案局”，两个单位一套人马。1981年，局、馆分家，西藏自治区历史档案馆成立。1987年，西藏自治区历史档案馆更名为西藏自治区档案馆。1994年7月7日，局、馆合并，西藏自治区档案局和西藏自治区档案馆成为一套人马，两块牌子，西藏自治区档案馆升格为副地级单位，为西藏自治区党委和西藏自治区人民政府直属事业单位，隶属西藏自治区党委办公厅领导。
该馆汉、藏文馆名分别由邓小平和阿沛·阿旺晋美题写。1990年7月25日，中共中央总书记江泽民亲临该馆视察，写下了“藏民族优秀的历史文化是中华民族文化宝库中的重要组成部分”的题词。

## 馆藏
该馆藏有自元朝起，经明朝、清朝、中华民国直至1950年代的档案。
《中央人民政府和西藏地方政府关于和平解放西藏办法的协议》原件藏于西藏自治区档案馆